# Campino (Alfoz de Bricia)
Campino ist ein spanischer Ort in der Provinz Burgos der Autonomen Gemeinschaft Kastilien und León. Der Ort gehört zur Gemeinde Alfoz de Bricia. Campino ist über die Straße N-623 zu erreichen.

## Sehenswürdigkeiten
- Kirche San Martín Obispo